# Bouillon Rappaport Vassiliadis
Le milieu Rappaport Vassiliadis est un milieu d'enrichissement des salmonelles. 

## Usage
Il permet une multiplication de ces bactéries, et permet de faire une recherche plus facilement.

## Composition
- Tryptone
- NaCl
- Phosphate mono potassique
- Chlorure de magnésium anhydre 13,40g
- Vert Malachite